# Unreal Engine
Unreal Engine (förkortat UE) är en spelmotor utvecklad av Epic Games, som först visades upp i 1998 års FPS-spelet Unreal. Ursprungligen utvecklad för PC-firstpersonsskjutare, har den sedan använts i en mängd olika genrer av tredimensionella (3D) spel och har sett adoption av andra industrier, framför allt film- och tv-industrin. Unreal Engine är skrivet i C++ och har en hög grad av portabilitet och stöder ett brett utbud av skrivbords-, mobil-, konsol- och virtuell verklighetsplattformar.
Unreal Engine är Spelmotorn för de två ledande battle royale spelen PlayerUknown’s Battlegrounds och Fortnite.
Den senaste generationen är Unreal Engine 4, som lanserades 2014 under en prenumerationsmodell. Sedan 2015 kan den laddas ner gratis, med dess källkod tillgänglig på ett privat GitHub-arkiv. Epic tillåter användning i kommersiella produkter baserade på en royaltymodell, vanligtvis ber utvecklare om 5% av intäkterna från försäljning, även om Epic avstår från denna avgift för utvecklare som publicerar sina spel via Epic Games Store. Den 13 maj 2020 tillkännagav Epic att deras del av royalties för spel utvecklade i Unreal Engine avskaffas tills utvecklarna har tjänat sin första 1 miljon USD i intäkter, retroaktivt till 1 januari 2020. Unreal Engine 5 släpptes i sin helhet i april 2022.
Det är populärt bland PC- och konsolspel med hög grafikkapacitet och används för många spel, såväl som att hitta ytterligare användning i filmskapande och andra affärsapplikationer.

## Historik

### Första generationens spel
Den första generationens Unreal Engine utvecklades av Tim Sweeney, grundaren av Epic Games. Efter att ha skapat redigeringsverktyg för sina shareware-spel ZZT (1991) och Jill of the Jungle (1992), började Sweeney skriva motorn 1995 för produktionen av ett spel som senare skulle bli ett förstapersonsskjutare känt som Unreal. Efter år i utveckling, debuterade det med spelets release 1998, även om MicroProse och Legend Entertainment hade tillgång till tekniken mycket tidigare, licensierade den 1996. Enligt en intervju skrev Sweeney 90 procent av koden i motorn, inklusive grafik, verktyg och nätverk.

### Unreal Engine 2
I oktober 1998 rapporterade IGN, baserat på en intervju med affiliate Voodoo Extreme, att Sweeney gjorde research för sin nästa generations motor. Med utvecklingen som startade ett år senare, gjorde den andra versionen sin debut 2002 med America's Army, ett gratis multiplayer shooter utvecklat av den amerikanska armén som en rekryteringsenhet. Strax efter skulle Epic släppa Unreal Championship på Xbox, och det är ett av de första spelen som använder Microsofts Xbox Live.

### Unreal Engine 3
Skärmdumpar av Unreal Engine 3 presenterades i juli 2004, då motorn redan hade varit under utveckling i över 18 månader. Motorn var baserad på den första generationen, men innehöll nya funktioner. "De grundläggande arkitektoniska besluten som är synliga för programmerare av en objektorienterad design, en datadriven skriptmetod och en ganska modulär strategi för delsystem kvarstår fortfarande [från Unreal Engine 1]. Men de delar av spelet som verkligen är synliga för spelare – renderaren, fysiksystemet, ljudsystemet och verktygen – är alla synligt nya och dramatiskt mer kraftfulla, säger Sweeney. Till skillnad från Unreal Engine 2, som fortfarande stödde en pipeline med fasta funktioner, var Unreal Engine 3 designad för att dra fördel av helt programmerbar shader-hårdvara. Alla ljus- och skuggberäkningar gjordes per pixel istället för per vertex. På renderingssidan gav Unreal Engine 3 stöd för en gamma-korrekt renderare med högt dynamiskt omfång. De första spelen som släpptes med Unreal Engine 3 var Gears of War för Xbox 360 och RoboBlitz för Windows, som båda släpptes den 7 november 2006.

### Unreal Engine 4
I augusti 2005 avslöjade Mark Rein, Epic Games vicepresident, att Unreal Engine 4 hade varit under utveckling i två år.  "Folk inser inte detta men vi är redan två år på väg att utveckla Unreal Engine 4. Det har verkligen inte ett fullt team än, det är bara en kille och du kan förmodligen gissa vem den killen är", sa han till C&VG. När Sweeney talade i en intervju i början av 2008, sa Sweeney att han i princip var den enda personen som arbetade med motorn, även om han bekräftade att hans forsknings- och utvecklingsavdelning skulle börja expandera senare samma år och designa motorn parallellt med ansträngningarna från UE3-teamet. I februari 2012 sa Rein att "folk kommer att bli chockade senare i år när de ser Unreal Engine 4"; Epic presenterade UE4 för begränsade deltagare vid 2012 Game Developers Conference, och en video av motorn som demonstrerad av teknisk konstnär Alan Willard släpptes för allmänheten den 7 juni 2012, via GameTrailers TV.
En av de viktigaste funktionerna som planerades för UE4 var global belysning i realtid med hjälp av voxelkonspårning, vilket eliminerade förberäknad belysning. Men denna funktion, kallad Sparse Voxel Octree Global Illumination (SVOGI) och visades upp med Elemental-demon, ersattes med en liknande men mindre beräkningsmässigt dyr algoritm på grund av prestandaproblem. UE4 inkluderar också det nya visuella skriptsystemet "Blueprints" (en efterföljare till UE3:s "Kismet"), som möjliggör snabb utveckling av spellogik utan att använda kod, vilket resulterar i mindre skillnad mellan tekniska konstnärer, designers och programmerare.

### Unreal Engine 5
Unreal Engine 5 avslöjades den 13 maj 2020 och stöder alla befintliga system inklusive nästa generations konsoler PlayStation 5 och Xbox Series X/S. Arbetet med motorn startade ungefär två år innan dess tillkännagivande. Den släpptes i tidig åtkomst den 26 maj 2021, med full lansering i april 2022..

## Film
The Unreal Engine har funnit användning i filmskapande för att skapa virtuella uppsättningar som kan spåra med en kameras rörelser runt skådespelare och föremål och renderas i realtid till stora LED-skärmar och atmosfäriska belysningssystem. Detta möjliggör realtidskomposition av bilder, omedelbar redigering av de virtuella uppsättningarna efter behov och möjligheten att fotografera flera scener inom en kort period genom att bara förändra den virtuella världen bakom skådespelarna. Det övergripande utseendet kändes mer naturligt än typiska chromakey-effekter.
Bland produktionerna för att använda dessa tekniker var tv-serierna The Mandalorian och Westworld. Jon Favreau och Lucasfilms Industrial Light & Magic-division arbetade med Epic för att utveckla sin StageCraft-teknik för The Mandalorian, baserat på ett liknande tillvägagångssätt som Favreau hade använt i Lejonkungen. Favreau delade sedan denna teknikstrategi med Jonathan Nolan och Lisa Joy, producenterna för Westworld. Showen hade redan tittat på användningen av virtuella uppsättningar tidigare och hade en del teknik etablerad, men integrerade användningen av Unreal Engine som med StageCraft för sin tredje säsong.